# Still Life - American concert 1981
Still Life (American Concert 1981) (vaak afgekort naar Still Life) is een livealbum van The Rolling Stones, dat verscheen in 1982. Het album werd opgenomen tijdens de American Tour 1981.
Het album werd een commercieel succes. Het bereikte nummer 4 in het Verenigd Koninkrijk en nummer 5 in de Verenigde Staten, waar het een platina werd. Het album werd door critici niet goed ontvangen: het zou te gelikt zijn en te weinig ruigheid hebben, wat men wel verwachtte op grond van het liverepertoire van de band.
In 1998 werd Still Life geremasterd en herdrukt door Virgin Records.

## Nummers
- Alle nummers zijn geschreven door Mick Jagger en Keith Richards tenzij anders is aangegeven.

1. Intro: "Take the "A" Train" (Billy Strayhorn) – 0:27
  - Studio-opname van Duke Ellington and his Orchestra uit 1941
2. "Under My Thumb" – 4:18
3. "Let's Spend the Night Together" – 3:51
4. "Shattered" – 4:11
5. "Twenty Flight Rock" (Eddie Cochran/Ned Fairchild) – 1:48
6. "Going to a Go-Go" (William Robinson/Warren Moore/Robert Rogers/Marvin Tarplin) – 3:21
7. "Let Me Go" – 3:37
8. "Time Is on My Side" (Norman Meade) – 3:39
9. "Just My Imagination (Running Away with Me)" (Norman Whitfield/Barrett Strong) – 5:23
10. "Start Me Up" – 4:21
11. "(I Can't Get No) Satisfaction" – 4:24
12. Outro: "Star Spangled Banner" (Trad. Arr. Jimi Hendrix) – 0:48
  - Live opgenomen tijdens het Woodstock Festival, gespeeld door Jimi Hendrix, 18 augustus 1969

## Bezetting
- Mick Jagger  - leadzang, mondharmonica
- Keith Richards - gitaar, achtergrondzang
- Charlie Watts - drums
- Ronnie Wood - gitaar
- Bill Wyman - basgitaar

- Ian Stewart - piano
- Ian McLagan - keyboards
- Ernie Watts - saxofoon

## Hitlijsten

### Album
| Jaar | Hitlijst                      | Notering |
| ---- | ----------------------------- | -------- |
| 1982 | Nederlandse Album Top 100     | 1        |
| 1982 | Official Albums Chart Top 100 | 4        |
| 1982 | Billboard 200                 | 5        |

### Singles
| Jaar | Single             | Hitlijst               | Notering |
| ---- | ------------------ | ---------------------- | -------- |
| 1982 | Going to a Go-Go   | The Billboard Hot 100  | 25       |
| 1982 | Going to a Go-Go   | Mainstream Rock Tracks | 5        |
| 1982 | Going to a Go-Go   | UK Top 100 Singles     | 26       |
| 1982 | Time Is on My Side | UK Top 100 Singles     | 62       |